# Fosfolipidy

Ogólny model budowy fosfolipidu

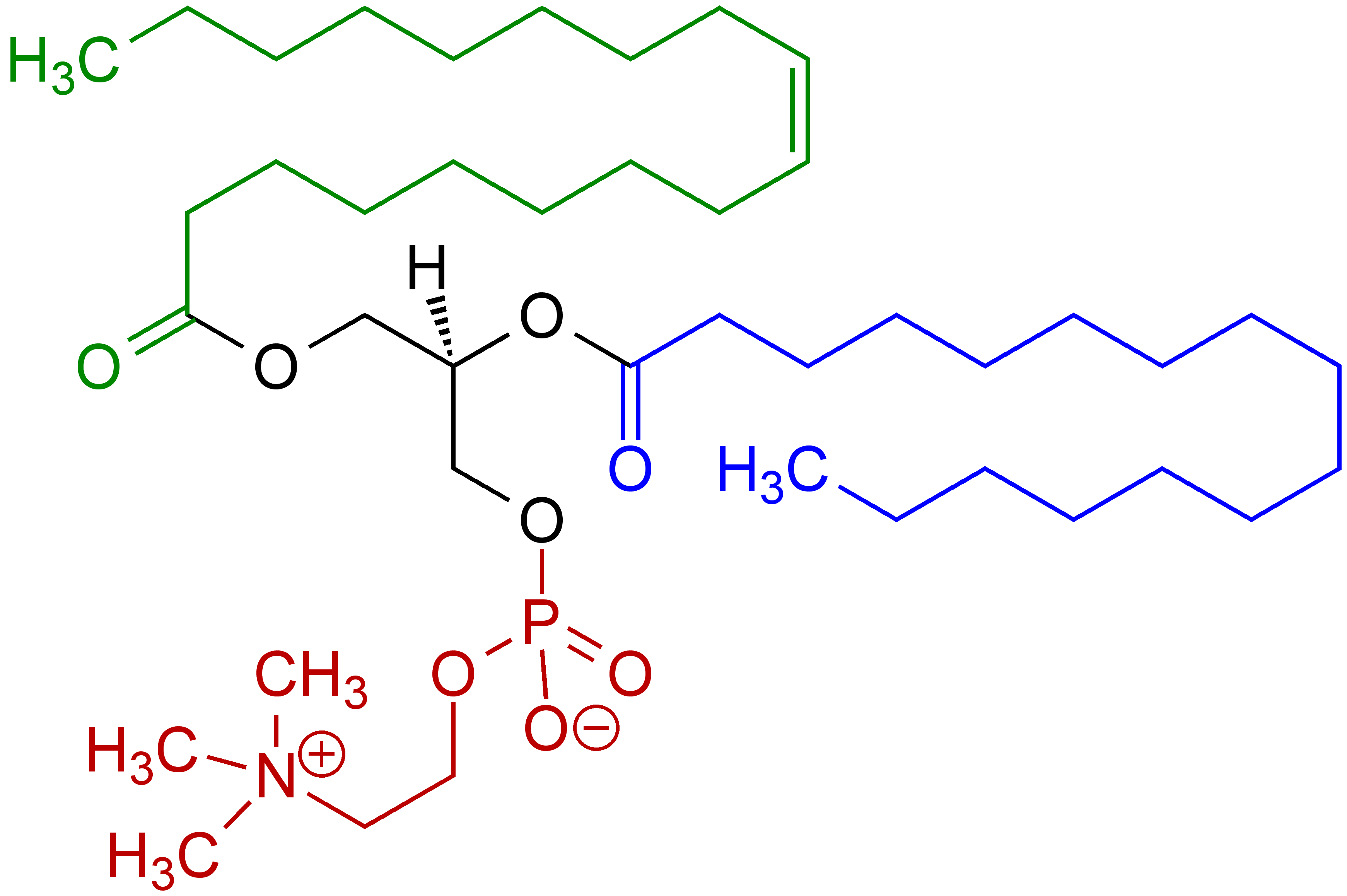
Przykładowy fosfolipid z grupy fosfadydylocholin. Kolor zielony: reszta kwasu oleinowego; niebieski: reszta kwasu palmitynowego; czerwony: grupa fosforanowa zestryfikowana dodatkowo choliną; czarny: reszta glicerolu

Fosfolipidy (inaczej fosfatydy lub fosfotłuszczowce; skrót: PL, z ang. phospholipid) – grupa organicznych związków chemicznych, lipidy, które oprócz reszt glicerolu i wyższych kwasów tłuszczowych zawierają resztę kwasu fosforowego związanego z zasadą azotową, np. choliną.
Występują obficie szczególnie w tkance nerwowej, wątrobie i krwi.
Fosfolipidy są cząsteczkami amfipatycznymi – zawierają hydrofilową „główkę” (resztę kwasu fosforowego) i hydrofobowe „ogonki” (reszty wyższych kwasów tłuszczowych). Dzięki takiej budowie spontanicznie tworzą w wodnym środowisku dwuwarstwę lipidową, stanowiącą podstawę błon komórkowych. Ta struktura zapewnia komórkom selektywną przepuszczalność, umożliwiając kontrolowany transport substancji do i z komórki oraz utrzymanie integralności komórkowej
W zależności od rodzaju alkoholu, stanowiącego zrąb cząsteczki, wyróżnia się glicerofosfolipidy (pochodne gliceryny) i sfingofosfolipidy (pochodne sfingozyny). Przez resztę fosforową do rdzenia glicerofosfolipidowego może być dołączony inny organiczny związek chemiczny (np. aminokwas lub amina). 
Fosforylacja lipidów do fosforylowanego kwasu tłuszczowego jest początkiem ich aktywacji biologicznej, po której następuje dekarboksylacja i dehydrogenacja, które są kolejnymi etapami procesu utleniania tłuszczów w żywych organizmach. 